# Steven Vikash Chand
Pour les articles homonymes, voir Chand.
Steven Chand (1981 -) est un militaire canadien et un présumé terroriste surnommé Abdul Shakur. Le 7 juin 2006, il est accusé d'avoir planifié un violent attentat dans lequel aurait été décapité le premier ministre Stephen Harper.
Membre du Régiment Royal du Canada, il est d'origine sri-lankaise et hindoue mais il se convertit bientôt à l'Islam sous l'influence de ses amis avec lesquels il joue au basketball. 
Nourri par l'idéologie extrémiste, il se joint à une cellule terroriste avec seize autres jeunes hommes, qui planifient de faire exploser la Chambre des communes du Canada à Ottawa et la Banque de Toronto, en plus de prendre des otages et d'assassiner des soldats canadiens en Afghanistan.
Arrivé dans la cour de justice de Brampton en Ontario, il est défendu par son avocat Gary Batasar. Stephen Harper réagit calmement à cette affaire qui menaçait sa vie. La nature très grave des accusations est progressivement dévoilée à un public qui constate l'ampleur du phénomène islamiste au Canada.